# Rosmarinus mendizabalii
Rosmarinus mendizabalii là một loài thực vật có hoa trong họ Hoa môi. Loài này được Sagredo ex Rosua miêu tả khoa học đầu tiên năm 1980 publ. 1981.